# Mistrovství světa v cyklokrosu 2008
Mistrovství světa v cyklokrosu 2008 se konalo se ve dnech od 26. ledna do 27. ledna 2008 ve městě Treviso v Itálii.

## Elita muži
| Pos.             | Cyklista            | Čas       |
| ---------------- | ------------------- | --------- |
| Zlatá medaile    | Lars Boom           | 1:05:28   |
| Stříbrná medaile | Zdeněk Štybar       | + 0:00:05 |
| Bronzová medaile | Sven Nys            | + 0:00:06 |
| …                | …                   | …         |
| 5.               | Radomír Šimůnek ml. | + 0:00:10 |
| 32.              | Kamil Ausbuher      | + 0:02:07 |
| 60.              | Zdeněk Mlynář       | – 1 LAP   |

## Muži do 23 let
| Pos.             | Cyklista           | Čas       |
| ---------------- | ------------------ | --------- |
| Zlatá medaile    | Niels Albert       | 0:51:12   |
| Stříbrná medaile | Aurelien Duval     | + 0:00:39 |
| Bronzová medaile | Cristian Cominelli | + 0:00:46 |
| …                | …                  | …         |
| 6.               | Lukáš Klouček      | + 0:00:53 |
| 15.              | Ondřej Bambula     | + 0:01:56 |
| 39.              | Jiří Polnický      | + 0:04:01 |
| 47.              | David Menger       | + 0:06:07 |

## Junioři
| Pos.             | Cyklista        | Čas       |
| ---------------- | --------------- | --------- |
| Zlatá medaile    | Arnaud Jouffroy | 0:40:30   |
| Stříbrná medaile | Peter Sagan     | + 0:00:01 |
| Bronzová medaile | Lubomír Petruš  | + 0:00:05 |
| …                | …               | …         |
| 13.              | Karel Hník      | + 0:01:46 |
| 21.              | Filip Adel      | + 0:02:21 |
| 25.              | Petr Marvan     | + 0:02:40 |
| 45.              | Jakub Friml     | + 0:03:59 |

## Elita ženy
| Pos.             | Cyklista           | Čas       |
| ---------------- | ------------------ | --------- |
| Zlatá medaile    | Hanka Kupfernagel  | 0:45:16   |
| Stříbrná medaile | Marianne Vosová    | + 0:00:14 |
| Bronzová medaile | Laurence Leboucher | + 0:00:18 |
| …                | …                  | …         |
| 16.              | Pavla Havlíková    | + 0:02:39 |

## Tabulka medailí podle zemí
| Umístění | Stát       | Zlato | Stříbro | Bronz | Celkem |
| -------- | ---------- | ----- | ------- | ----- | ------ |
| 1.       | Francie    | 1     | 1       | 1     | 3      |
| 2.       | Nizozemsko | 1     | 1       | 0     | 2      |
| 3.       | Belgie     | 1     | 0       | 1     | 2      |
| 4.       | Německo    | 1     | 0       | 0     | 1      |
| 5.       | Česko      | 0     | 1       | 1     | 2      |
| 6.       | Slovensko  | 0     | 1       | 0     | 1      |
| 5.       | Itálie     | 0     | 0       | 1     | 1      |